# Walter Schwarz (Theologe)
Walter Schwarz (* 3. Dezember 1886 in Hirschberg im Riesengebirge, Provinz Schlesien; † 23. Februar 1957 in Göttingen) war ein deutscher evangelischer Pfarrer, Oberkonsistorialrat und Direktor des Evangelischen Preßverbandes für Deutschland.

## Leben
Schwarz besuchte das Gymnasium in Hirschberg. Anschließend studierte er Evangelische Theologie in Marburg, Berlin und Breslau. Sein Pfarrvikariat verbrachte er zunächst in Steinau und dann in Bad Charlottenbrunn, wo er 1913 Pfarrer wurde. Von 1916 bis 1919 war er Pfarrer in Posen, wo er als Vereinsgeistlicher der Inneren Mission die kirchliche Pressearbeit aufbaute. Von 1919 bis 1935 war er Direktor des Evangelischen Preßverbandes für Schlesien. In dieser Zeit arbeiteten unter ihm u. a. Jochen Klepper, Kurt Ihlenfeld und Rudolf Mirbt. Ab 1924 war er zusätzlich zu seinem Dienst im Evangelischen Preßverband Provinzialjugendgeistlicher und Pfarrer an der Breslauer Elisabethkirche. Von 1936 bis 1945 war er Oberkonsistorialrat im schlesischen Konsistorium und der geistliche Leiter der Christophorisynode, die im Kirchenkampf – im Gegensatz zur Naumburger Synode – hinter Bischof Zänker stand. Er versuchte kirchenpolitisch einen einigenden Kurs zu fahren, wofür er große Unterstützung sowohl in der Pfarrerschaft als auch bei den Vikaren fand. 1945 siedelte er nach Göttingen über. Von 1946 bis 1951 war er Direktor des Evangelischen Preßverbandes für Deutschland. Von 1955 bis 1957 hatte er den Vorsitz der Gemeinschaft evangelischer Schlesier e.V. inne.
In seinem kirchlichen Handeln wurde für Schwarz vor allem August Vilmar zum Vorbild, den er als wichtigste Persönlichkeit der Kirchengeschichte ansah.

## Schriften (Auswahl)
- Was tun Staat und Volk zur Erhaltung der Familie?. Berlin-Steglitz 1934, OCLC 72749654.
- August Friedrich Christian Vilmar. Ein Leben für Volkstum, Schule und Kirche. Berlin 1938, OCLC 31346452.
- Paul Pilgram. Ein Leben für die Diakonie. Berlin 1951, OCLC 28735229.
- August Hinderer. Leben und Werk. Stuttgart 1951, OCLC 31346790.
- Tagebuchnotizen 1941–1945. Herausgegeben und kommentiert von Dietmar Neß. Herrnhut 2011.